# Ryuzo Morioka
Ryuzo Morioka (Yokohama, Prefectura de Kanagawa, Japó, 7 d'octubre de 1975) és un exfutbolista japonès.

## Selecció japonesa
Ryuzo Morioka va disputar 38 partits amb la selecció japonesa.